# Nicolas Paccanari
Nicolas Paccanari, né à Borgo Valsugana en 1786 et mort à Rome en 1811, est un prêtre tyrolien. Il fonda à Rome à la fin du XVIIIe siècle l'institut religieux des Pères de la foi, dans le but explicitement pour rétablir la Compagnie de Jésus (supprimée en 1773), dont la nouvelle congrégation adopta les Constitutions.
Ordonné prêtre en 1800, Paccanari rassemble un groupe de disciples pour fonder sa congrégation des Pères de la Foi. A la suggestion (insistante) du pape Pie VII, le groupe fusionne avec la Société des pères du Sacré-Cœur de Jésus, fondée en Belgique par Léonor de Tournely avec le même but de sauvegarder l'héritage ignacien. Bien que ce second groupe soit plus important (50 membres) que le sien, Paccanari parvient à se faire nommer supérieur.
En Italie, il tente de rallier plusieurs ex-jésuites à sa cause, dont le père José Pignatelli, mais sans succès, en partie parce que la restauration de la Compagnie se prépare déjà en Russie avec l’accord tacite du pape Pie VII.
En 1808, Paccanari est convoqué par le Saint-Office et condamné à dix ans de prison pour comportement inapproprié. Il est emprisonné au Castel Sant'Angelo. Il en est libéré par l’arrivée des troupes napoléoniennes à Rome.
Paccanari meurt en 1811, peut-être assassiné (son corps fut retrouvé dans le Tibre).

## Source
- Ignacio Echaniz: Passion and glory, a flesh and blood history of the Society of Jesus (vol.III), Anand, Gujarat Sahitya Prakash, 2000, p.164sv.